# Ján Kuriš
Ján Kuriš (25. února 1920 – ???) byl slovenský a československý politik a poúnorový bezpartijní poslanec Národního shromáždění ČSR.

## Biografie
Ve volbách roku 1954 byl zvolen do Národního shromáždění ve volebním obvodu Lučenec-Zvolen. V parlamentu setrval do konce funkčního období, tedy do voleb roku 1960.
Bydlel v obci Veľká Ves v domě čp. 83. Profesí byl středním rolníkem. Patřil mezi zakladatele místního JZD, kde působil jako zootechnik a skupinář. Za snaživou práci byl nominován na kandidátní listinu do Národního shromáždění.